# Rugby în VII la Jocurile Olimpice de vară din 2020
Probele sportive de rugby în șapte la Jocurile Olimpice de vară din 2020 s-au desfășurat în perioada 26-31 iulie 2021 pe Stadionul Ajinomoto din Tokyo.

## Clasament pe medalii
| Loc   | Țară                | Aur | Argint | Bronz | Total |
| ----- | ------------------- | --- | ------ | ----- | ----- |
| 1     | Noua Zeelandă (NZL) | 1   | 1      | 0     | 2     |
| 2     | Fiji (FIJ)          | 1   | 0      | 1     | 2     |
| 3     | Franța (FRA)        | 0   | 1      | 0     | 1     |
| 4     | Argentina (ARG)     | 0   | 0      | 1     | 1     |
| Total | Total               | 2   | 2      | 2     | 6     |